# Markinhos Moura
Marcus Antônio Sampaio Moura (Fortaleza, 13 de junho de 1962), mais conhecido como Markinhos Moura, é um cantor brasileiro que fez grande sucesso na década de 1980.

## Biografia
Iniciou sua carreira artística em Fortaleza, como ator, protagonizando musicais como "Os Saltimbancos" e o "Reino da Liminúria" na TV Ceará. Logo Markinhos foi convidado a participar como atração fixa no programa de televisão Augusto Borges, líder de audiência regional. Lá, interpretaria canções que eram sucesso na voz de Elis Regina, Milton Nascimento, Caetano Veloso e Ney Matogrosso.
Mudou-se para o Rio de Janeiro em 1980. Consagrou-se com o sucesso Meu Mel em 1986. Em 1983 lançou um compacto que vendeu mais de 100 mil cópias. Foi eleito o melhor intérprete no Festival Lubrax. Frequentou o samba da zona norte carioca junto com outros artistas como Jair Rodrigues e Djavan. Teve apresentações nos programas de TV Cassino do Chacrinha e Globo de Ouro, da Rede Globo. Fez apresentações no Brasil e nos Estados Unidos, além de alguns países da Ásia. Participou freqüentemente de vários programas de televisão e atualmente reside em São Paulo e se apresenta no Bar do Nelson Gonçalves.

## Discografia
Albums
- Avesso

(LP)
Copacabana
1983
- Diretrizes

(LP, Album)
Copacabana
1985
- Anjo Azul

(LP)
Polydor
1987
- Markinhos Moura

(LP, Album)
Copacabana
1987
- Sabor De Mim

(LP, Album)
Polydor
1989
- Sem Pudor

(LP, Album)
Polydor
1990
- Dança Dos Sonhos

(CD, Album, CD, Album)
Bahamas Songs
1998
- Mulheres E Canções

(CD, Album)
Lua Music
none
2011